# Роль читателя
Роль читателя. Исследования по семиотике текста — сборник эссе известного итальянского философа и писателя Умберто Эко. В этой работе Эко выступает прежде всего в качестве специалиста по семиотике и анализирует проблему интерпретации текста в качестве задачи, которую должен выполнить читатель. На русском языке сборник издан в 2007 году.
Книга составлена из нескольких работ, публиковавшихся ранее в других сборниках У. Эко – «Открытое произведение», «Формы содержания», «Супермен для масс». Впервые «Роль читателя» ("The Role of the reader") увидела свет в 1979 году в США. Что интересно, ранее, 1965 году, на французском языке появилась первая глава будущей книги «Поэтика открытого произведения»; тогда основополагающая мысль автора о том, что в процессе интерпретации нужно учитывать позицию адресата, была неблагосклонно встречена структуралистски настроенными читателями и расценена как угроза идее подхода, основанном на том, что   семиотическую структуру нужно анализировать саму по себе.
Параллельно с подготовкой к печати «The Role of the reader» У. Эко создал итальянскую версию книги - "Lector in fabula", содержание которой на восемьдесят процентов состоит из глав американского издания. Но так как в целом наиболее полным изложением системы взглядов Эко является американское издание, именно оно послужило основой для русского перевода, выполненного Сергеем Серебряным. Вместе с тем русское издание дополнено информативными и интересными сведениями из итальянской версии; все термины даны с английскими и итальянскими эквивалентами. Книга сопровождена глоссарием, составленным научным редактором Д. Г. Лахути и включающим преимущественно термины из области логики и семиотики.

## Роль читателя
В то время как классическая семиотика исходит из того положения, что следует анализировать саму структуру текста, У. Эко указывает на некоторые сложности, которые не учитывает данный подход, и выстраивает свою, более сложную семиотическую модель, где текст рассматривается как акт коммуникации, включающий различные семантические коды, оперируя которыми читатель осуществляет его интерпретацию; данная модель подразумевает включенность автора и читателя в текст в качестве «актантных ролей» сообщения.
Согласно У. Эко, порождение любого текста требует сотворчества читателя, без которого оно просто не состоится. В то время как все тексты открыты для всевозможных декодирований, каждое сообщение так или иначе включают в себя как минимум одну возможную модель читателя, о чем свидетельствует выбор определенного языкового кода, литературного стиля, указателей специализации. При создании текста, направленного на реципиента, автор может руководствоваться общей интуицией или предвидеть своего идеального читателя, "мучимого идеальной бессонницей", готового стать спутником писателя (М-Читателя, как называет его У. Эко). От М-Читателя текст требует определенной читательской компетенции: владения кодами и субкодами, «энциклопедией», а также опыта интерпретации, что среди прочего подразумевает использование «интертекстуальных фреймов» (по мере чтения читатель оперирует контекстом - совершает вылазки к  другим текстам, "инференциальные прогулки"). Задача читателя – совершить творческую работу, аналогичную авторской: реконструировать текст, воссоздать его фабулу и смысловые уровни.
Основополагающим для системы Эко является противопоставление понятий «открытого» и «закрытого» произведений. Открытыми считаются произведения, которые явно содержат в себе указание на необходимость сотворчества реципиента/исполнителя (такие, как Scambli Анри Пуссёра) и заведомо предполагают множество возможных «амальгамаций» плана выражения в план содержания. Закрытые тексты, напротив, не оставляют очевидных пробелов в своей форме, представляют собой завершенное сообщение и нацелены на предсказуемое и «послушное» сотрудничество адресанта  (все тексты массовой культуры, но не только). При этом, как ни парадоксально, открытые тексты подразумевают «закрытого читателя», так как сами диктуют, каким образом с ними стоит обращаться («открытый текст, сколько бы он не был открыт, не дозволяет произвольной интерпретации»), в то время как закрытые тексты по сути всегда открыты для непредвиденных интерпретаций (что У. Эко и демонстрирует во второй части книги).

## Содержание
Согласно теории Эко, читатель – это комплекс благоприятных условий, необходимых для актуализации текста;  интерпретационная стратегия, инкорпорированная в текст. Поэтому неудивительно, что в начале самой книги «Роль читателя» содержится рекомендация читательского поведения – маршрута прочтения, который даст наиболее адекватное восприятие взглядов ученого: «Главы достаточно автономны, и начать можно практически с любой, кроме восьмой, последней. «Введение» лучше всего читать как «Заключение» (или между главами седьмой и восьмой), поскольку оно было написано в самую последнюю очередь – именно как общетеоретическое осмысление всего того, о чем идет речь в пронумерованных главах книги».
В первой главе («Поэтика открытого произведения») речь идет об открытых произведениях и постулируется необходимость сотрудничества читателя в создании текста, как «открытого», так и «закрытого»;
главы 2 и 3 («Семантика метафоры»; «О возможности создания эстетических сообщений на языке Эдема»), в сущности, говорят о развитии и функционировании поэтического языка;
главы 4, 5, 6 («Миф о Супермене», «Риторика и идеология в «Парижских тайнах» Эжена Сю», «Повествовательные структуры в произведениях Иэна Флеминга») представляют примеры блестящих интерпретаций «закрытых» произведений.
Глава седьмая посвящена американскому мыслителю, одному из основателей семиотики Чарльзу Пирсу. В заключительной главе русского издания («Lector in Fabula: прагматическая стратегия в метанарративном тексте») У. Эко наиболее полно рассматривает методики толкования текста, о которых шла речь в предыдущих главах, увязывая вопросы интерпретации с проблемой возможных миров.

## Издания
- (IT)Lector in fabula, Milano, Bompiani ("Studi Bompiani" n. 22), 1979; 19832; 1985 ("Tascabili Bompiani" n. 379); 19933 ISBN 88-452-1221-1; 19994 ("Studi"); 2002 ("Saggi Tascabili" n. 27) ISBN 88-452-4806-2 ISBN 978-88-452-4806-1
- (EN)The Role of the Reader: Explorations in the Semiotics of Texts (1979 – English edition containing essays from Opera aperta, Apocalittici e integrati, Forme del contenuto (1971), Il Superuomo di massa, Lector in Fabula).
- (ES) Lector in fabula, Barcelona: Lumen, 1981
- (PT) Leitura do texto literario, Lisboa: Presença, 1983; São Paulo: Perspectiva, 1986
- (FR) Lector in fabula, ou la cooperation interpretavive dans les textes narratifs, trad. di Myriem Bouzaher, Paris: Grasset, 1985; Le Livre de poche 1989 ISBN 2-253-04879-8
- (DE) Lector in fabula: die Mitarbeit der Interpretation in erzahlenden Texten, München: Hanser, 1987; DTV, 1998 ISBN 3-423-30141-4
- (NL) Lector in fabula, Amsterdam: Bert Bakker, 1989
- (RO) Lector in fabula, Bucarest: Univers, 1991
- (JA) Monogatari ni okeru dokusha, Tokyo: Seidosha, 1993
- (PL) Lector in fabula, Warszawa: Panstwowy Instytut Wydawniczy, 1994
- (KO) Sosol sokui Dogja, Seoul: The Open Books, 1996
- (RU) Роль читателя. Исследования по семиотике текста / Пер. с англ. и итал. С. Серебряного. — СПб.: Симпозиум, 2007. — 502 с. — ISBN 978-5-8-9091-336-4